# Braula orientalis
Braula orientalis är en tvåvingeart som beskrevs av Orosi Pal 1963. Braula orientalis ingår i släktet Braula och familjen bilöss. Inga underarter finns listade i Catalogue of Life.